# Basselinia velutina
Basselinia velutina är en enhjärtbladig växtart som beskrevs av Odoardo Beccari. Basselinia velutina ingår i släktet Basselinia och familjen Arecaceae.
Artens utbredningsområde är Nya Kaledonien. Inga underarter finns listade i Catalogue of Life.